# Like Suicide
"Like Suicide" är en låt som framfördes av Christian Walz i Melodifestivalen 2011. Låten slutade på 5 plats.
Låten skrevs av Fernando Fuentes, Henrik Janson och Tony Nilsson.

## Listplaceringar
| Lista (2011) | Topplacering |
| ------------ | ------------ |
| Sverige      | 30           |

### Fotnoter
1. ↑  ”Hitparad”. http://hitparad.se/showitem.asp?interpret=Christian+Walz&titel=Like+Suicide&cat=s. Läst 23 februari 2012.